# 강동초등학교 왕신분교
강동초등학교 왕신분교는 대한민국 경상북도 경주시 강동면 왕신숲골안길 5 (왕신리)에 있었던 공립 초등학교이다.

## 연혁
- 1938년 7월 4일 양동공립심상소학교 부설 왕신간이학교 개교(설립인가 6월 9일)
- 1944년 5월 11일 왕신공립국민학교 개교
- 1996년 3월 1일 왕신초등학교로 개칭
- 1999년 9월 1일 강동초등학교 왕신분교장 개편
- 2009년 3월 1일 폐교